# بينز
بينز هي منتجع ساحلي يقع في جزيرة روغن،ألمانيا.